# Michaelophorus dentiger
Michaelophorus dentiger là một loài bướm đêm thuộc chi Michaelophorus, có ở Argentina, Brasil, British Guyana, Cuba, Curaçao, Honduras, Ecuador, Nicaragua, Paraguay, và Venezuela. Thức ăn của loài này là Hippomane mancinella. Bướm bay quanh năm, và có sải cánh dài khoảng 13–15 mm.